# Kids Off the Estate
Kids Off the Estate ist das erste Studioalbum der britischen Indie-Rock-Band The Reytons. Das Album erschien am 12. November 2021 im Selbstverlag.

## Entstehung
Die Band hatte seit 2017 vier EPs veröffentlicht, wollte aber laut dem Sänger Jonny Yerrell erst dann ein Album veröffentlichen, wenn The Reytons über eine ausreichende Plattform von Menschen verfügen, die ein Album zu schätzen wüssten. Die Lieder Broke Boys Cartel, Kids Off the Estate, Low Life und Slice of Lime erschienen bereits auf den vier früheren EPs und wurden für das Debütalbum neu aufgenommen. Laut Sänger Jonny Yerrell wurden diese Lieder damals von der Band selbst mit simpelstem Equipment aufgenommen. Für das Debütalbum wurden die Titel neu bearbeitet und in einem professionellen Studio aufgenommen. Das Album wurde in den Chairworks Studios in Castleford mit dem Produzenten David Watts aufgenommen. Musikvideos wurden für die Lieder Broke Boys Cartel, Antibiotics, Expectations of a Fool, Landslide, Nothing to Declare und das Titellied Kids Off the Estate veröffentlicht.

## Titelliste
1. Mind the Gap – 2:35
2. Antibiotics – 3:04
3. Expectations of a Fool – 2:35
4. Sales Pitch for the Bus Fare Home – 3:41
5. Nothing to Declare – 2:56
6. Slice of Lime – 3:44
7. Car Crash – 3:40
8. Low Life – 2:55
9. What You Fighting For? – 2:34
10. Broke Boys Cartel – 2:49
11. Landslide – 3:14
12. Shoebox – 3:03
13. Trials & Tribulations – 3:31
14. Kids Off the Estate – 3:34

## Rezeption

### Rezensionen
Desh Kapur vom Onlinemagazin All Music Magazine bezeichnete die Reytons als „einer der Gründe, warum die Zukunft der britischen Gitarrenbands sich in sicheren Händen befindet“. Das Album wäre „das richtige für alle, die Indie-Rock voll mit Melodien, hymnisch und treibend, energisch und unnachgiebig mit witzigen, scharfen und erkenntnisreichen Texten mögen“. Kapur vergab acht von zehn Punkten. Maddy Oxley vom Onlinemagazin MancUnion hingegen schrieb, dass das Album „in den langsameren Momenten ein wenig leiden würde“. The Reytons hätten ein „solides Album kreiert“, gleichzeitig wäre sie aber „beunruhigt“ darüber, ob „der Sound der Band nicht über das nötige Durchhaltevermögen verfügt“. Oxley vergab sechs von zehn Punkten.

### Charts
| ChartsChartplatzierungen     | Höchstplatzierung | Wochen |
| ---------------------------- | ----------------- | ------ |
| Vereinigtes Königreich (OCC) | 11 (1 Wo.)        | 1      |